# Nationalstraße 3A (Taiwan)
Die Nationalstraße 3A (chinesisch 國道三號甲線, Pinyin Guódào sān hào jiǎ xiàn, engl. National freeway 3A), auch Taipeh-Verbindungslinie (chinesisch 台北聯絡線, Pinyin Táiběi liánluò xiàn) ist eine Autobahn in Taiwan. Als Ost-West-Strecke im Norden des Landes dient sie als Autobahnzubringer für die Nationalstraße 3 in der Hauptstadt Taipeh. Die Autobahn ist 5,6 Kilometer lang.

## Verlauf
Die Nationalstraße 3A beginnt in Taipeh im Stadtbezirk  Da’an und führt dann durch zwei Tunnel in Richtung Osten. Die Straße durchquert den Stadtbezirk Wenshan, wo sie kurz danach den Nationalstraße 3 kreuzt und dann im Stadtbezirk Shenkeng von Neu-Taipeh endet. Die Verlängerung der Straße führt als Kreisstraße 106 weiter bis zum Autobahn 5.

## Geschichte
Die gesamte Autobahn wurde am 21. März 1996 für den Verkehr freigeben.
| von            | nach              | Länge  | Datum         |
| -------------- | ----------------- | ------ | ------------- |
| Da’an (Taipeh) | Shenkeng (Taipeh) | 5,6 km | 21. März 1996 |

## Ausbauzustand
| von            | nach              | Länge  | Fahrbahnen × Fahrstreifen |
| -------------- | ----------------- | ------ | ------------------------- |
| Da’an (Taipeh) | Shenkeng (Taipeh) | 5,6 km | 2×2                       |